# جوش إيفانز
جوش إيفانز (بالإنجليزية: Josh Ryan Evans)‏ (و. 1982 – 2002 م) هو ممثل، وممثل أفلام، وممثل تلفزيوني، من الولايات المتحدة الأمريكية، ولد في هايوارد، كاليفورنيا، توفي في سان دييغو، كاليفورنيا، عن عمر يناهز 20 عاماً.

## وصلات خارجية
- جوش إيفانز على موقع IMDb (الإنجليزية)
- جوش إيفانز على موقع ألو سيني (الفرنسية)
- جوش إيفانز على موقع أول موفي (الإنجليزية)
- جوش إيفانز على موقع قاعدة بيانات الأفلام السويدية (السويدية)
- جوش إيفانز على موقع قاعدة بيانات الفيلم (الإنجليزية)
- جوش إيفانز على موقع كينوبويسك (الروسية)